# 渡辺克博
渡辺 克博 （わたなべ かつひろ）は、日本の経済学者。清和大学教授。専門は国際経済論、経済政策。

## 来歴
駒澤大学経済学部卒業。同大学大学院経済学研究科経済学専攻修士課程修了。1977年同大学大学院博士課程単位取得満期退学。水戸短期大学講師、助教授。常葉学園富士短期大学教授を経て、清和大学法学部法律学科教授に就任。担当科目は経済学、国際経済論。研究分野は途上国の人口問題。
特定非営利活動法人行政文書管理改善機構（ADMiC）専門アドバイザーなどを歴任。所属学会は日本人口学会、国際経済学会。 
著書に「日本経済論」「経済学の基礎理論」「経済学の基礎理論と展開」などの共著がある。

## 著書
- 国立国会図書館 を参照

### 論文
- CiNii